# Örnevik
Örnevik (finska: Paajala) är en egendom i Jorois socken i Norra Savolax, vilket är ätten Grotenfelts stamgods. 
Gården ägdes från mitten av 1500-talet till slutet av 1650-talet av bondesläkten Paajanen, varefter den 1659, mot rusttjänst, förvärvades av ryttmästaren Nils Groth som 1677 adlades med namnet Grotenfelt. Han innehade även Järvikylä säteri i Jorois. Efter hans död 1703 gick Örnevik, till 1821 förenat med Järvikylä, i arv från far till son fram till början av 1900-talet. Godsen sammanslogs 1916 för att skiljas åt på nytt vid ett arvskifte 1961, då två kusiner Grotenfelt ärvde gårdarna. Huvudbyggnaden, ett envånings trähus i empirestil, uppfördes i mitten av 1700-talet men flyttades på 1830-talet till sin nuvarande plats och förstorades. Egendomens totalareal är i dag omkring 700 hektar, varav 32 hektar åker. Ett 114 hektar stort skogsområde, som omfattar bland annat åsen Kotkatharju och sjön Kotkatjärvi, ingår i nätverket Natura 2000.